# Lecidea homosema
Lecidea homosema är en lavart som beskrevs av William Nylander. 
Lecidea homosema ingår i släktet Lecidea och familjen Lecideaceae. Arten är reproducerande i Sverige.